# Amshal
Amshal (persiska: امشل) är en ort i Iran.   Den ligger i provinsen Gilan, i den norra delen av landet, 220 km nordväst om huvudstaden Teheran. Antalet invånare är 411.
Terrängen runt Amshal är platt. Runt Amshal är det ganska tätbefolkat, med 155 invånare per kvadratkilometer. Närmaste större samhälle är Āstāneh-ye Ashrafīyeh, 3,5 km nordost om Amshal. Trakten runt Amshal består till största delen av jordbruksmark.